# 1er bataillon parachutiste (Canada)
Pour les articles homonymes, voir 1er bataillon.

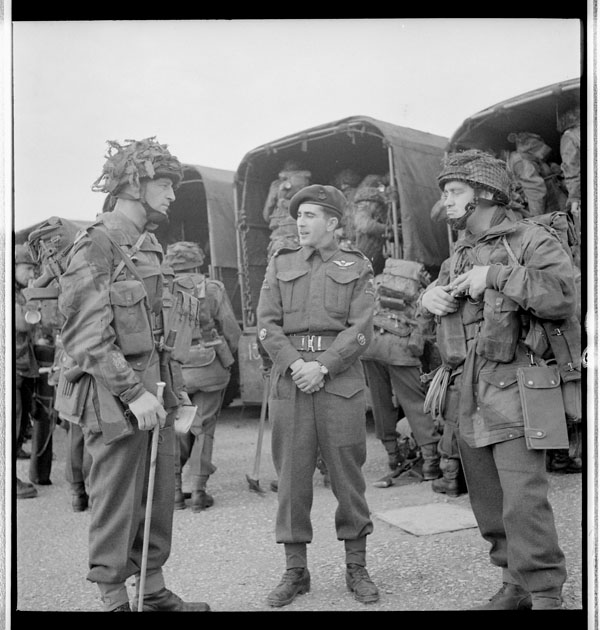
Soldats du 1er bataillon canadien de parachutistes prêts à partir pour le camp de transit jusqu’au Jour J, Angleterre, mai 1944

Le 1er Bataillon canadien de parachutistes (1 Bon CA para) est formé en juillet 1942 lors de la Seconde Guerre mondiale. 

Il a servi lors du débarquement en Normandie le Jour J en juin 1944 et lors du franchissement aéroporté du Rhin dans le cadre de l'opération Varsity. Après la fin des hostilités en Europe, le bataillon est retourné au Canada où il sera dissous le 30 septembre 1945. Il s'entraîne à base de Shilo.
À la fin de la guerre, le bataillon avait acquis une réputation remarquable : ses hommes n'ont jamais manqué de remplir une mission et ils n'ont jamais cédé une position conquise. Ils sont les seuls Canadiens à participer à la Bataille des Ardennes et à avoir avancé plus loin que toute autre unité canadienne en territoire ennemi. Un membre du bataillon, le caporal Frederick Topham, s'est vu décerner la Croix de Victoria, pour ses actions de bravoure le 24 mars 1945.